# Villanueva del Duque
Villanueva del Duque – gmina w Hiszpanii, w prowincji Kordoba, w Andaluzji, o powierzchni 137,64 km². W 2011 roku gmina liczyła 1611 mieszkańców.